# Storia della National Hockey League (1967-1992)

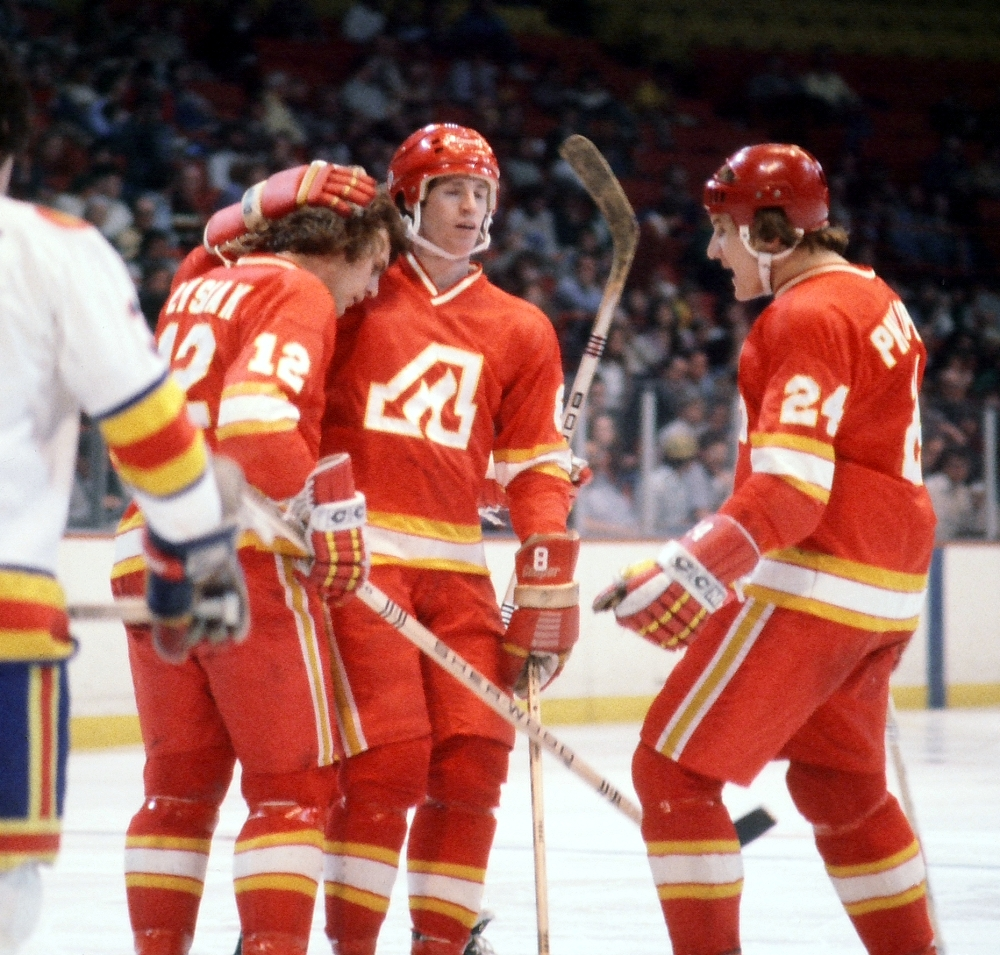
Gli Atlanta Flames sono stati una delle squadre che hanno portato all'espansione della NHL da sei squadre del 1967 alle ventuno del 1979.

Il periodo di espansione della National Hockey League (NHL) iniziò quando sei nuove squadre furono aggiunte per la stagione 1967-68, finiva così l'era delle Original Six. Le sei squadre originarie furono raggruppate nella neonata East Division, mentre le squadre aggiuntive, Los Angeles Kings, Minnesota North Stars, Oakland Seals, Philadelphia Flyers, Pittsburgh Penguins e St. Louis Blues, formarono la West Division.
La NHL aggiunse altre sei squadre entro il 1974: i Buffalo Sabres e i Vancouver Canucks (nel 1970), gli Atlanta Flames e i New York Islanders (nel 1972) e i Washington Capitals e i Kansas City Scouts (nel 1974). Si arrivò così a 18 partecipanti. Questa espansione progressiva della lega venne interrotta parzialmente a causa della creazione della World Hockey Association (WHA), che operò dal 1972 fino al 1979 cercando di competere con la NHL contendendole i mercati e i giocatori. Bobby Hull fu il giocatore più celebre ad aver accettato di trasferirsi nella nuova lega, firmando un ricchissimo contratto con i Winnipeg Jets. Quando la WHA si sciolse nel 1979 la NHL accettò di assorbire quattro delle franchigie rimaste, Edmonton Oilers, Hartford Whalers, Quebec Nordiques e Winnipeg Jets. Nel frattempo nel 1978 si erano sciolti i Cleveland Barons e così la NHL si stabilizzò per diversi anni a quota 21 squadre, fino a quando nel 1991 ricominciò l'espansione con la creazione dei San Jose Sharks.
Durante questo periodo la NHL iniziò ad operare anche a livello internazionale a partire dalla Summit Series del 1972, nella quale i migliori giocatori canadesi sfidarono i campioni dell'Unione Sovietica. Il Canada vinse la serie al meglio delle otto sfide con quattro successi a tre più un pareggio. Il successo della serie portò alla nascita della Canada Cup, competizione svoltasi in cinque occasioni fra il 1976 e il 1991. Le squadre della NHL affrontarono inoltre le formazioni provenienti dall'URSS in diversi tour in giro per il Nordamerica fra il 1975 e 1991 in quella che sarebbe stata nota come Super Series. La caduta della cortina di ferro nel 1989 aprì le porte della NHL a diversi giocatori provenienti dall'ex blocco sovietico, i quali si aggiunsero ad alcuni già scappati nel corso degli anni '80.
Questo fu il periodo più ricco di reti nella storia della NHL, in particolare grazie agli Edmonton Oilers e a Wayne Gretzky, l'unico giocatore capace in quattro occasioni di superare quota 200 punti in stagione regolare stabilendo il primato assoluto di 215 nella stagione 1985-86 e di 92 reti nel campionato 1981-82. L'unico capace di avvicinarsi alle cifre di Gretzky fu Mario Lemieux, il quale arrivò a quota 199 punti nel 1988-89.